# Planeta Moldova
Planeta Moldova este un grup umoristic format în România de către Mitoș Micleușanu (născut în 1972) și Florin Braghiș (născut în 1978), cetățeni ai Republicii Moldova. Grupul este cunoscut pentru ironia și sarcasmul din scenetele, animațiile și muzica celor doi autori. Marca distinctivă a grupului o reprezintă folosirea intenționată a „limbii moldovenești” rusificate, precum și a limbajului licențios și argotic. Grupul a început cu un site adresat moldovenilor, dar a avut succes mai ales în România. În 2004, un CD cu scenete intitulat „Planeta Moldova” a fost lansat la casa de discuri Roton, urmat de mai multe filme de scurtmetraj experimentale.

## Istoric
Planeta Moldova a debutat pe Internet în iulie 2003, cu site-ul http://planetamoldova.net, care oferă o multitudine de scenete audio, cântece și animații. La scurt timp după lansare, site-ul a devenit un fenomen underground pe Internet, iar scenetele umoristice și animațiile au fost copiate și răspândite de către fani, pătrunzând astfel în cultura de masă. Ca urmare, fenomenul Planeta Moldova a atras atenția multor posturi de radio și de televiziune, creatorii apărând în diverse emisiuni de divertisment atât la radio, cât și la TV. În 2005, grupul și-a făcut debutul la Radio Guerilla, producând o serie de scenete scurte axate mai mult pe realitatea cotidiană din România. 
În  2006, grupul a prezentat un serial de comedie la postul TVR2. Serialul era compus din schițe umoristice, filmate pe un fundal desenat cu inserțiuni de animație, din care fac parte scenetele „Conspirația”, „Crize”, „Bătaie De Joc”, „Ruleta Electorală” și altele. 
Din 23 septembrie 2006, pe TVR2, Planeta Moldova a prezentat proiectul „Planeta România”. Emisiunea era o conversație între cei doi membri ai trupei pe orice temă, de la filosofice și până la absurde ori sofiste, care deseori se transformă în animație.  
Planeta Moldova are în repertoriul său aproximativ 240 de înregistrări audio în care sunt abordate teme diverse, cum ar fi: abuzul de droguri și alcool („Marazmuri 2”, „S-ul”, „Astral”), violența în familie („Liuba și Kolea”, „Marazmuri 1”), traficul de carne vie („Balerina”), critica adresată politicienilor („Viitorul Națiunii”, „Bufnita 1”), sărăcia („Sănătate Înainte De Toate: Moldanium 1, 2”), problema limbii române în Republica Moldova („Limba De Stat”, „Limbajul”, „Legământ 2; 3”), diverse motive culturale, patriotice și istorice („Imnul”, „Invidia”, „Legământ 1”), viciile oamenilor sau absurdul existenței cotidiene („Între 4 Scânduri”, „Astral”, „Frigiderele Doina”). Printre cele mai cunoscute lucrări ale Planetei Moldova se numără: „Alimentara”, „Cana Cu Apă”, „Portugalia”, „Pi*don”, „Chirurgie”, „Invidia”, „Valera”. 
În anul 2010, la editura Cartier apare volumul de ficțiune „Nekrotitanium. Cyberpunk moldovenesc”, scris în comun de către Florin Braghiș și Mitoș Micleușanu. Prin subtitlul sugestiv, cartea se încadrează în stilul cyberpunk, un gen al literaturii post-moderniste, cu elemente de absurd și ficțiune științifică aplicate peste motive tradiționale balcanice și realitățile postsovietice. Ilustrațiile au fost realizate de artistul Roman Tolici. 
„Romanul lui Mitoș Micleușanu și al lui Florin Braghiș numit Nekrotitanium pune în discuție prejudecata că Republica Moldova ar fi un târâm al nesiguranței și criminalității, în care oamenii sunt impulsivi, agresivi și imprevizibili. Personajele acestei cărți sunt alăptate cu votcă și nu cu lapte, ele vomită când beau din greșeală apă, sunt zvântate în bătăi de părinți, sunt violente și crude, ucid și sunt ucise cu sânge rece, lăsând sau îngroșând grămezile de cadavre din jur, indiferent că acest lucru se întâmplă la praznice unde lumea a mâncat chifteluțe de porc bolnav sau pe câmp unde sunt călcate de buldozere. Pentru că numărul crimelor pe metru pătrat depășește limitele până și celei mai bogate imaginații, acest lucru ne face să credem că autorii romanului au încercat să deconstruiască prejudecata că anume asta e adevărata imagine a Republicii Moldova.” (Dumitru Crudu).
În anul 2018, site-ul http://planetamoldova.net/ a fost relansat, conținând colecția completa a grupului - scenete audio, video, scurtmetraje, animații și texte.